# Thesprotia graminis
Thesprotia graminis es una especie de mantis de la familia Thespidae.

## Distribución geográfica
Se encuentra en Florida y Georgia.